# Martin Reim
Martin Reim (Tallinn, 14 mei 1971) is een Estische voormalig voetballer (middenvelder) die een groot deel van zijn carrière speelde voor de Estische eersteklasser FC Flora Tallinn. Daarnaast speelde hij onder andere voor FC Norma Tallinn en FC KooTeePee Kotka. In 2009 stopte hij met voetballen.
Nadien werd hij trainer van Flora Tallinn en de nationale jeugdelftallen van zijn vaderland. Na de 5-0 nederlaag in de WK-kwalificatiewedstrijd tegen Bosnië en Herzegovina op 6 september 2016 werd de Zweedse bondscoach Magnus Pehrsson de laan uitgestuurd en Reim door de nationale bond aangewezen als diens vervanger bij de Estische nationale ploeg. In de eerste interland onder zijn leiding, op 7 oktober 2016, won de nationale selectie met 4-0 van Gibraltar. In 2019 werd hij als bondscoach opgevolgd door Karel Voolaid.

## Interlandcarrière
Reim is recordinternational bij de Estische nationale ploeg. Hij speelde 157 interlands en scoorde veertien keer. Hij maakte zijn debuut op 3 juni 1992 in een vriendschappelijke wedstrijd tegen Slovenië (1-1), net als doelman Mart Poom en collega-middenvelder Marko Kristal. Zijn 157ste en laatste interland speelde Reim op 6 juni 2009 in de vriendschappelijke thuiswedstrijd tegen Equatoriaal Guinee, die de Esten met 3-0 wonnen.
| Interlanddoelpunten van Martin Reim | Interlanddoelpunten van Martin Reim | Interlanddoelpunten van Martin Reim | Interlanddoelpunten van Martin Reim | Interlanddoelpunten van Martin Reim | Interlanddoelpunten van Martin Reim | Interlanddoelpunten van Martin Reim | Interlanddoelpunten van Martin Reim |
| №                                   | Datum                               | Plaats                              | Tegenstander                        | Uitslag                             | Wedstrijd                           | Minuut                              | Aantal                              |
| ----------------------------------- | ----------------------------------- | ----------------------------------- | ----------------------------------- | ----------------------------------- | ----------------------------------- | ----------------------------------- | ----------------------------------- |
| 18.                                 | 23-05-1994                          | Tallinn                             | Wales                               | 1 – 2                               | Vriendschappelijk                   | 86'                                 | 1                                   |
| 27.                                 | 15-02-1995                          | Limassol                            | Cyprus                              | 1 – 3                               | Vriendschappelijk                   | 76'                                 | 2                                   |
| 28.                                 | 25-03-1995                          | Salerno                             | Italië                              | 4 – 1                               | EK-kwalificatie                     | 72'                                 | 3                                   |
| 31.                                 | 11-06-1995                          | Tallinn                             | Slovenië                            | 1 – 3                               | EK-kwalificatie                     | 26'                                 | 4                                   |
| 33.                                 | 03-09-1995                          | Zagreb                              | Kroatië                             | 7 – 1                               | EK-kwalificatie                     | 17'                                 | 5                                   |
| 38.                                 | 09-07-1996                          | Narva                               | Litouwen                            | 1 – 1                               | Baltische Cup                       | 21'                                 | 6                                   |
| 53.                                 | 09-07-1997                          | Vilnius                             | Litouwen                            | 1 – 2                               | Baltische Cup                       | 77'                                 | 7                                   |
| 62.                                 | 04-06-1998                          | Tallinn                             | Faeröer                             | 5 – 0                               | EK-kwalificatie                     | 40'                                 | 8                                   |
| 72.                                 | 22-01-1999                          | Umm al-Fahm                         | Noorwegen                           | 3 – 3                               | Vriendschappelijk                   | 75'                                 | 9                                   |
| 80.                                 | 04-09-1999                          | Toftir                              | Faeröer                             | 2 – 0                               | EK-kwalificatie                     | 88'                                 | 10                                  |
| 84.                                 | 01-11-1999                          | Abu Dhabi                           | Verenigde Arabische Emiraten        | 2 – 2                               | Vriendschappelijk                   | 19'                                 | 11                                  |
| 88.                                 | 25-02-2000                          | Bangkok                             | Thailand                            | 1 – 2                               | King's Cup                          | 67'                                 | 12                                  |
| 90.                                 | 16-08-2000                          | Tallinn                             | Andorra                             | 1 – 0                               | WK-kwalificatie                     | 64'                                 | 13                                  |
| 92.                                 | 07-10-2000                          | Andorra la Vella                    | Andorra                             | 2 – 1                               | WK-kwalificatie                     | 54'                                 | 14                                  |

## Erelijst
Estland
- Zilveren Bal ("Hõbepall")

1995, 1997, 1999